# Szymon Rudnicki (duchowny)
Szymon Rudnicki herbu Lis (ur. 20 października 1552, zm. 4 lipca 1621) – biskup warmiński w latach 1604–1621, administrator apostolski diecezji sambijskiej, sekretarz wielki koronny od 1601 roku, prepozyt kapituły katedralnej poznańskiej w latach 1600-1605, scholastyk łęczycki, kanonik krakowski, warmiński i poznański, sekretarz królewski na dworze Stefana Batorego i Zygmunta III Wazy.

## Życiorys
Szymon Rudnicki urodził się 20 października 1552 w Rzeczycy. Swoją edukację rozpoczął w Kaliszu, później studiował w Krakowie, Bolonii i Rzymie. W Rzymie kilka lat przebywał na dworze kardynała Stanisława Hozjusza. W kraju pracował na dworze króla Stefana Batorego, a później Zygmunta III. Pracując w kancelarii królewskiej pełnił funkcje sekretarza królewskiego, a później koronnego. W międzyczasie otrzymał kilka beneficjów kościelnych, w tym kanonikat w kapitule warmińskiej. Po wyborze biskupa Tylickiego na biskupstwo kujawskie zajął jego miejsce w diecezji warmińskiej.
Deputat kapituły katedralnej poznańskiej na Trybunał Główny Koronny w 1600 roku.
W 1613 roku wyznaczony został senatorem rezydentem.
Rudnicki nie znał języka niemieckiego, ale biegle posługiwał się łaciną. Był dobrym gospodarzem diecezji. Przeprowadził wizytacje kilkudziesięciu parafii. Był fundatorem budowli sakralnych i stypendiów. W 1611 konsekrował kaplicę sióstr katarzynek w Braniewie, w 1616 konsekrował kościół w Królewcu, w 1617 odzyskał na rzecz katolików kościół św. Mikołaja w Elblągu, w 1619 konsekrował kaplicę w Świętej Lipce.
Rudnicki kilka razy przebywał w Królewcu jako komisarz króla i Korony w sprawie egzekwowania praw stanów pruskich w Prusach Książęcych i zobowiązań lenna pruskiego. Utrzymywał ożywione kontakty towarzyskie z Janem Zygmuntem, który bywał w Lidzbarku i Łaniewie - biskupim zwierzyńcu.
Rudnicki jako biskup doprowadził do wydania dekretu papieskiego w sprawie nadania tytułu biskupa sambijskiego biskupom warmińskim. Przeprowadził też reformę liturgii, likwidując warmińskie odrębności liturgiczne oraz w 1616 wydał drukiem ustawy synodalne.
Rudnicki zmarł 4 lipca 1621 w Lidzbarku Warmińskim. Pochowany został w katedrze we Fromborku.
W zbiorach Biblioteki Załuskich w Warszawie znajdowało się trzydzieści listów do Szymona Rudnickiego od Zygmunta III. Wywiezione wraz z całą biblioteką do Petersburga, przechowywane były w Carskiej Bibliotece Publicznej (sygn. Collectio Autographorum 215). Rewindykowane z ZSRR w latach dwudziestych, zasiliły zbiory Biblioteki Narodowej w Warszawie. W 1944 r. zostały spalone przez Niemców.